# Poltavka, Kompaniivka
Poltavka (în ucraineană Полтавка) este localitatea de reședință a comunei Poltavka din raionul Kompaniivka, regiunea Kirovohrad, Ucraina.

## Demografie
Componența lingvistică a localității Poltavka
     Ucraineană (95,57%)
     Rusă (2,13%)
     Alte limbi (1,65%)
Conform recensământului din 2001, majoritatea populației localității Poltavka era vorbitoare de ucraineană (95,57%), existând în minoritate și vorbitori de rusă (2,13%).